# Chris Jefferies
Pour les articles homonymes, voir Jefferies.
Christopher Allen « Chris » Jefferies, né le 13 février 1980 à Fresno (Californie), aux États-Unis, est un joueur américain de basket-ball. Il évolue aux postes d'arrière d'ailier.